# ダヴィド・ジマ
ダヴィド・ジマ（David Zima、2000年11月8日 - ）は、チェコ・オロモウツ出身のサッカー選手。セリエA・トリノFC所属。ポジションはディフェンダー。チェコ代表。

## クラブ経歴
2019年11月9日、FCファスタフ・ズリーンとのリーグ戦にて、先発フル出場してプロデビューを果たした。
2020年2月1日、2019-20シーズン終了までの契約でSKスラヴィア・プラハにレンタル移籍をした。
2021年8月31日、トリノFCと4年契約を締結した。

## 代表経歴
2021年3月24日、この日の2022 FIFAワールドカップ・予選エストニア戦に出場してチェコ代表デビューを飾った。